# MÁV 373 sorozat
A MÁV VI. osztályú később a MÁV 373 sorozatú mozdonyai magyar C tengelyelrendezésű szerkocsis gőzmozdonyok voltak. 1874-ben gyártotta a Mödling. Összesen hat db készült a sorozatból.

## Története
1874 július-november hónapjában a Magyar Államvasutak igazgatósága a gömöri iparvidék vonalain további hat darab az V. osztályú lokomotívokhoz hasonló másodrangú háromcsatlós mozdonyt helyezett forgalomba, amelyek a Mödlingi Mozdonygyárban készültek és VI. osztály sorozatjelöléssel és 136-141 pályaszámokkal jelöltettek meg. A gömöri iparvidék vonalhálózatán a VI. osztályú mozdonyok az V. osztályúakkal együtt az egész forgalmat bonyolította le. A nagyobb kerékátmérővel készült VI. osztályú mozdonyok (5081-5086, majd később 373.001-006 pályaszámmal) Miskolc-Fülek-Rozsnyó-Dobsina-i vonalakon eleinte személyvonatú szolgálatot teljesítettek, majd a mikor a Miskolc-Fülek-i vonalat elsőrangúsították, az V. osztályú mozdonyokkal közös fordulóba osztva továbbították a másodrangú pályák személy-, vegyes- és tehervonatait. Mindkét mozdonysorozat általános használhatóságát némileg, korlátozta, hogy, mint szerkocsis mozdonyok, csakis olyan vonalakon voltak járathatók, amelyek végpontján fordulni tudtak. A másodrangú vonalak számának szaporodásával a szertartályos mozdonyokkal szemben azonban mindjobban háttérbe szorultak és az 1900-as évek első évtizedét követőleg mind ritkábban teljesítettek vonali szolgálatot. Ettől az időtől kezdve jobbára, mint tartalék mozdonyok egyes nagyobb forgalmú állomásokon (Szabadka, Zombor, Zsombolya stb.) tolatási szolgálatot végeztek. 1911-ben létszámuk a 373.002 számú mozdony selejtezésével apadni kezdett és az I. világháború lezajlása után a Magyar Államvasutak hálózatán 4 darab VI. osztályú (373. sor.) mozdony maradt vissza, melyek az 1920-as évek folyamán mind selejtezésre kerültek.

## Szerkezete
Az V. és VI. osztályú mozdonyok szerkezete teljesen azonos, közöttük csupán lényegtelen méretbeli különbségek vannak. Észrevehetőbb eltérést csupán a két mozdonysorozat fűtőfelülete és kerékátmérője mutat, amelyek a VI. osztályú mozdonyoknál nagyobbak. Ez utóbbi mozdonyok ugyanis a gömöri iparvidék személyszállító vonatainak továbbításához készültek. A kerékátmérők megnövelése maga után vonta a tengelytávolságok növekedését is, sőt emiatt a hajtórúd hossza is 200 mm-rel megváltozott, maga a gépezett azonban teljesen változatlan maradt. Az 1880-as évek elején mind a hat mozdony füstszekrényét amerikai rendszerűvé alakították át, amikor a hengeres kéményt Prüssmann-kéménnyel cserélték ki. Ezekkel az átalakításokkal a mozdony szolgálati súlya 27,99 tonnára növekedett meg. Az üzemanyagok tárolására a VI. osztályú mozdonyokhoz ugyanolyan kéttengelyű szerkocsik tartoznak, mert az V. osztályú mozdonyokhoz.